# RISA (AV女優)
RISA（りさ、1993年5月9日 - ）は、日本のAV女優。LINX所属。

## 略歴・人物
神奈川県出身。趣味・特技は旅行、ネイルアート。
2017年にAVデビューしたギャル系のAV女優。
同年7月、交通事故による長期入院で活動を休止。
2018年1月より活動を再開。
同年3月11日、新宿ニューアートにてストリップデビュー。

## 出演作品

### アダルトDVD
2017年
- 彼女なら!彼氏のち♡ぽ当ててみろ!!のはずが… 彼より大きいチ●ポに興奮しちゃった彼女たち 4（1月13日、はじめ企画）※「えみ」名義　他出演:なおみ、ゆい、めぐみ
- 接吻中毒★黒ギャルお姉さん オヤジ狩りの天才 AV出演!!（6月1日、kira☆kira）
- 催眠悪夢 -追憶のビトレイアル-（7月1日、催眠研究所別館）
- 《足立区》地元ヤンキーに「パンツ見せて」ってお願いしたらブチキレして追いかけられたけど必死に懇願したらSEX出来ました〜♪♪（7月19日、クンカ）※「さら」名義　共演:まりん
- マジックミラーの向こうには愛する旦那! 夏好き水着黒ギャル妻&旦那の親友がサンオイル塗り塗りオイリーミッションにチャレンジ! ヌルテカ黒ギャル妻は旦那の親友生チ○ポの素股に感じまくり! うっかりハメちゃって寝取られSEX!? 「夏だ!生だ!中出しだ!」（7月21日、DOC）※「理佐」名義　他出演:夏、真理
- 素人!! 母娘ナンパ 中出し!! Vol 8（7月27日、グラフィティジャパン）他出演:花島瑞江、成海あすか、佳乃美冬、桜乃ゆいな、三嶋志津
- 渋谷道玄坂にある絶滅危惧種の生意気黒ギャルばかりを狙うオイルマッサージ店 7（7月28日、MAGIC）他出演:NAOMI、一ノ瀬夏摘、一条リオン
- JK ぬるぬるオ●ンコディルドオナニー 7（8月4日、虎堂）他出演:泉ののか、夏樹まりな、西口あられ、あすな小春
- セクハラマッサージ師から必要以上に陰部を刺激された人妻は我慢できずに自らチ○ポを要求する!! 撮り下ろし5時間 美人保証（8月4日、セニョーラ）他出演:来栖らいち、月本愛、結菜はるか、西口あられ、成海あすか、川村まや
- ノリが超絶良かったから勝手にAV化しちゃいました! 友達のイケメンが飲みで終電を逃した酔っぱらいギャルたちをナンパして駅の近くにあるボクの家に連れて来た!見た目とは裏腹に超優しくてノリが良くて楽しくてスケベ!!みんな酔っ払っているから軽いボディタッチやパンチラ&胸チラは当たり前!! かなりハードルは低くなってるからさらにゲームで酔わせて王様ゲームなどのエッチな飲み会ゲームで盛り上がって最後はギャルと乱交しちゃいました!!（8月7日、お夜食カンパニー）他出演:藤本紫媛、夏樹まりな、月嶋あかり ほか
- 夏のビーチでエロ娘達のレイヤード水着チェック!（8月18日、DOC）※「けい」名義　共演:まゆ　他出演:ななみ、なな、みお、まき、えみ、かおり、あいり
- 臭いおじさん大好きな変態黒ギャルRISAちゃんと5人の中年オヤジのヤリまくり6P FUCK（8月18日、虎堂）
- 素人放尿ドキュメント!! 突然ですがお姉さんのオシッコ飲ませてくれませんか? ウォシュレット機能付（8月18日、虎堂）他出演:月本愛、涼川絢音、来栖らいち、結菜はるか、西口あられ、夏樹まりな、夏野めぐみ、あすな小春
- 嫁と姑のレズ相姦 3章（8月27日、グラフィティジャパン）他出演:花島瑞江、成海あすか、三嶋志津、桜乃ゆいな、佳乃美冬
- ゲスの極み映像 ギャル25人目（9月1日、フルセイル）
- 催眠人間 -羨望と嫉妬と寵愛-（9月1日、催眠研究所別館）共演:月本愛　他出演:愛瀬美希
- 僕を●学のときイジメていた あのヤンキー女が今はデリヘル嬢! みんなにバラさないでねとお願いされたのをきっかけに復讐の服従交尾を強要できるのか? 最初屈辱感にまみれていた元ヤンの顔がいつのまにか発情した牝豚風に… で思わず暴発しそうなほど高まっちゃって膣中に爆発射! 3（9月8日、SCOOP）他出演:夏樹まりな、夏希みなみ ほか
- 初めてのディルドオナニーで感度急上昇↑ 濡れマン素股に思わずズボ挿入アクシデント 素人娘の騎乗位テクニックは上手過ぎて最高の生中出しSEX（9月22日、S級素人）※「K・T」名義　他出演:A・H、N・K、I・N、Y・O
- 私はバイト先の男全員にアナルを犯され続けた（10月1日、MOODYZ）
- この娘危険につき!! ワガママ放題の黒ギャルに振り回される父と弟と彼氏（10月5日、フリーダム）
- 検証 「お金を払ってギャルにオナホを渡すと、どこまでヤッてくれるか?」（10月13日、プレステージ）※「ありさ」名義　他出演:かな、ゆき、あすか、いんな、あゆみ、りか
- 痛快AVスカッと!! 生意気ギャルを世直し! 孕ませ妊娠確定100%!種付けプレス（10月15日、ピーターズ）共演:葉月もえ　他出演:一条リオン、夏樹まりな
- 旦那に内緒で他人ザーメン初飲み 素人妻、初めてのゴックン精飲体験 「奥さん、精子は飲みものです♡」 濃厚白液の催淫効果で奥さんエロ発情寝取られ受精SEXで中出し注入!!（10月27日、S級素人）※「K.R」名義　他出演:I.R、S.H、I.M、S.A、K.S
- ディルドの根元まで丸呑み ブチ込みオナニー（11月15日、プリモ）他出演:橘メアリー、成海夏季、杏璃さや、葉月もえ、あやね遥菜、夏樹まりな ほか
- 17周年記念SP 経験豊富な優しい素人人妻が最高の童貞筆おろし 12（12月21日、アイエナジー）他出演:前田可奈子、水川ひなこ、羽生ありさ、花崎りこ、唯川千尋、宇多田あみ、大橋ゆきな
- SUPERパックリまんこアップ 4時間SP Vol.4（12月22日、サルトル映像出版）他出演:野々宮みさと、泉なつみ、あまねめぐり、美玲、中村日咲、黒瀬萌衣、日高結愛、月宮こはる、北川エリカ、横山夏希、羽生ありさ

2018年
- ドキュメンTV×PRESTIGE PREMIUM 家まで送ってイイですか? 14（1月19日、プレステージ）※「きよこ」名義　他出演:さおり、とうこ、あすか
- 催眠なのか催淫か!? ライターの火で目がトロ〜り 奥様が催眠誘導で本能全開のドスケベスイッチON 快楽に負けてエロ暴走→中出し懇願ガクブルSEX（1月26日、S級素人）※「K.R」名義　他出演:N.H、N.A、N.Y、K.N、I.S
- 完全主観 ニオイ足裏（3月5日、フリーダム）他出演:卯水咲流、七海ゆあ、宮崎あや、北川ゆず、MIRANO、安野由美、小川桃果、二階堂ゆり、生駒はるな、麻里ひなの、浅田結梨、西条沙羅、一条綺美香、柚木はるか、紗々原ゆり、NAOMI
- 素人奥様限定 Tバック素股で「パンティにチ○コ挟むだけ」のはずがガマン汁&愛液MIXマ○コにニュル挿入!! 「す、すみません入ってます…」 ラッキー羞恥ハプニングSEXで中出し発射!! 素股×羞恥×中出しSEX!!（3月23日、S級素人）他出演:桜咲姫莉、松井レナ、一乃瀬るりあ
- なんだかんだ推しがAV出たら見るっていうw（4月13日、バルタン）
- スマホで撮った素人フェラ動画 〜テクノロジーと共にクオリティを増す。撮りたがりな変態達のコレクション〜（4月20日、SEX Agent）他出演:あおいれな、桜木優希音、ななせ麻衣、君色花音、海空花、安田亜衣、有坂つばさ、浜崎なお
- 手紙を書いてきました。 「私、RISAはドMです。普通のSEXも好きですが、いじめられて叩かれて雑に扱われると興奮します。 今日の撮影では私の事をひっぱたいて焦らしてもの凄い責めて縛り上げてデカイち○こやエッチな玩具でま○こを滅茶苦茶にしてほしいです」と変態調教願望丸出しのギャルともの凄くエロくてイヤらしい中出しSEX（4月25日、えむっ娘ラボ）
- 元ヤマンバギャルの超絶美人専業主婦!! 気は強いけどチ〇コで乙女に大豹変!!!（5月1日、AV）※「加藤りさ」名義
- ギラギラGAL☆イクイクM男（5月19日、MEGAMI）
- ナマイキGALに犯されてメスイキする男達（5月25日、M男パラダイス）
- 3人で宅飲み中に酔った親友の彼女がベロちゅうをおねだりしてきたバレたらヤバいと分かっていてもヤメられない止まれない糸をひくほど濡れたアソコに舌もチ○ポもねじ込んじゃった!!（6月8日、SCOOP）他出演:生駒はるな、桐嶋りの、紗々原ゆり
- 「ノーブラ乳首チラ見え」で僕を発情させてしまった幼馴染は超敏感!乳首いじりで失神寸前エビ反り連続爆イキで感じまくる!（6月21日、アイエナジー）他出演:紗々原ゆり、黒木いくみ
- ド変態体位の羞恥手コキ 〜男のプライドはボッロボロ、男のシンボルはボッキボキ。狂ったもん勝ちの快楽世界〜（6月22日、SEX Agent）他出演:枢木あおい、佐倉ねね、黒木いくみ、佐伯かのん、音羽レオン、朝長ゆき
- 渋谷ギャルサーの黒ギャル自宅でシミパンを自画撮り（6月25日、パンじみ）
- もの凄い絶頂と射精に導く《ズボズボ》アナル責め手コキ（7月7日、MEGAMI）他出演:北川ゆず、京野美麗、高嶋ゆいか
- 肛門ポルチオ診療所 黒ギャルのクソ生意気なアナルを裏ポルチオ調教! アナル中出しで直腸にザーメン発射!（8月3日、h.m.p）
- ギャルシャッ!!（8月3日、ワープエンタテインメント）
- お金は欲しいけどクサいオヤジに好き勝手されるのは嫌! 気の弱いM男だけを相手にする大量ギャル尿援○交際（8月3日、OFFICE K'S）
- 気が強いギャル妻を徹底アナル陵辱2穴FUCKで淫乱肉便器ビッチ堕ち!!（8月7日、山と空）
- ただひたすら乳首をこねくり勃起させる 素人娘の敏感乳首いじり（8月10日、S級素人）他出演:宮村ななこ、前田えま、桐山結羽、一ノ瀬恋、朝長ゆき、熊野あゆ、玉木くるみ
- 素人男女モニタリング実験でゲッツ!! シロート人妻×巨根サラリーマン 11組の男女を密室に2人きりにしてAV鑑賞させたらどうなる!? エロ動画と勃起チ◎ポにムラムラした人妻はNTR中出しを許してしまうのか!? 4時間検証SP（8月10日、ゲッツ!!）他出演:八ッ橋さい子、今井まい、早乙女らぶ、永井みひな、美浦あや、長友麻衣美、柚木楓、白鳥ゆな、青山真希、さとう遥希
- 右も左も分からない新人セクキャバ嬢が敏感エロ乳首を執拗に責められ屈辱の失禁ダダ漏れアクメ!! 店内生ハメ連続イキッ!!!（8月24日、ゲッツ!!）他出演:今井まい、長友麻衣美
- 妄想アイテム究極進化シリーズ 憑依チューバー #2 おもしろ憑依動画をアップする人気憑依チューバーランキング!（9月6日、ROCKET）他出演:優梨まいな、優月まりな、小谷みのり
- 痴女の壮絶唾ベロ匂い責め（9月10日、フェイティッシュ）
- 姉のヤリマン友達と2人っきり 僕が童貞なのを見透かして「私とエッチしない?」と誘惑挑発 クラスの男子は全員、学校中、片っ端からSEXしたヤリマンの超エロ凄テクは半端無い!!（9月14日、SCOOP）他出演:愛里るい、浅倉真凛、霜月るな
- ヌルテカ黒ギャル失禁!! 媚薬オイルマッサージ（9月28日（レンタル）/10月5日（セル）、LEO）他出演:理々香、夏目マリ
- 痴女ギャルがM男の変態願望叶えてあげる（10月10日、フェイティッシュ）
- 撮影前からギャルをイカセまくりました（10月12日、REAL）

### VR
- 乱入! ハプニング個室ビデオ（2018年4月27日、CASANOVA）
- 黒ギャルのセックス練習相手になる僕（2018年6月30日、ケイ・エム・プロデュース）
- ギャルは乳首責めで愛を表現する（2018年8月23日、ドリームチケット）

## 出演

### ウェブテレビ
- バラエティ開拓バラエティ日村がゆく（2019年4月10日[5]、AbemaTV）

## 雑誌
- 超激カワ!素人GAL 2018年7月号（マイウェイ出版） - 表紙、グラビア、インタビュー